# 词汇相似度
词汇相似度是指两种语言的詞彙的相似程度的标准。词汇相似度为 1（或 100%）意味着兩種語言之間的词汇完全重叠，而0则表示雙方沒有一個詞彙是一樣的。英语与德语的词汇相似度为60％，英语与法语的词汇相似度为27％。
词汇相似度可用来评估两种语言之间的關係。如果兩種語言的词汇相似度高于85%，通常這两种语言很可能是某一種語言的方言或者這兩種語言當中的某一個語言是另一個語言的方言。 
词汇相似性只是两种语言相互理解性的一个指标，其他指標與兩種語言之間的语音、句法的相似程度有關。